# Emin Bayram
Pour les articles homonymes, voir Bayram.
Emin Bayram, né le 2 avril 2003 à Istanbul en Turquie, est un footballeur turc qui joue au poste de défenseur central au KVC Westerlo.

## Biographie

### Carrière en club
Né à Istanbul en Turquie, Emin Bayram est formé par le Galatasaray SK, où il commence sa carrière professionnelle en championnat de Turquie. Il joue son premier match avec l'équipe première du club le 4 décembre 2019, à l'occasion d'une rencontre de coupe contre le Tuzlaspor. Il est titulaire et joue l'intégralité de la rencontre, qui se termine par une défaite 2-0 de son équipe,,,,.
Ayant fait ses débuts en championnat de Turquie début 2020,, il est titularisé pour la première fois en défense centrale en championnat le 12 juillet 2020 contre l'Ankaragücü, portant pour la première fois le brassard de capitaine avec l'équipe senior de son club formateur,,.
Le 1er février 2021, il est prêté à l'équipe de Boluspor en TFF First League, dans un prêt qui se voit prolongé à l'été 2021 pour toute la saison suivante,.
De retour au Galatasaray SK à l'été 2022, Bayram est sacré champion de Turquie lors de la saison 2022-2023.

### Carrière en sélection
En octobre 2017, Emin Bayram fait ses débuts en sélection avec l'équipe de Turquie des moins de 15 ans,, connaissant ensuite la plupart des équipes de jeunes turques, jusqu'à  la sélection espoirs,.

## Palmarès
Galatasaray SK
- Championnat de Turquie de football
  - Champion en 2022-2023